# حمض بيرفلوروهكسان السلفونيك
حمض بيرفلوروهكسان السلفونيك هو مركب كيميائي اصطناعي ينتمي إلى مجموعة من المركبات التي تُعرف مجتمعة باسم الفاعلات بالسطح الفلورية. يُعد حمض بيرفلوروهكسان السلفونيك مادة أنيونية خافضة للتوتر السطحي وملوث عضوي ثابت له خاصية التراكم الحيوي. وعلى الرغم من حظر استخدام المنتجات التي تحتوي على حمض بيرفلوروهكسان السلفونيك والفاعلات بالسطح الفلورية الأخرى والتخلص منها في العديد من البلدان، إلا أنها لا تزال موجودة في كل مكان في العديد من البيئات ويتعرض لها الكثير من السكان، ويُعتبر حمض بيرفلوروهكسان السلفونيك أحد أكثر هذه المواد وجوجا في البيئة.